# Johann von Siegl
Johann von Siegl (* 8. Mai 1807 in Kock; † 28. November 1887 in Wien) war ein österreichischer Militärmediziner.

## Leben
Johann Siegl studierte Medizin und wurde 1832 promoviert. Im selben Jahr trat er als Oberarzt in die Armee ein und arbeitete als Assistent für theoretische Chirurgie an der Wiener St. Josephsakademie. 1851 wurde Siegl zum Stabsarzt befördert und hatte in der Folge leitende Positionen in den Spitälern Verona und Wien inne. 1855 wurde er Mitglied des Militärsanitätskomitees und kam 1867 zum Reichskriegsministerium, wo er u. a. an der Reform der Feldsanitätsausrüstung mitwirkte. 1869 wurde er Sanitätschef beim Generalkommando in Wien. 1875 zum Generalstabsarzt befördert ging er ein Jahr später in den Ruhestand.
1867 wurde Siegl für seine Verdienste um das Militärsanitätswesen und seinen Einsatz im Kriegsjahr 1866 in den Ritterstand erhoben.
Karl von Siegl und Max von Siegl waren seine Söhne.